# 豹紋尖鼻魨
豹紋尖鼻魨為輻鰭魚綱魨形目四齒魨亞目四齒魨科的其中一種，為熱帶海水魚，分布於東印度洋聖誕島；西太平洋菲律賓、關島、安彭海域，棲息深度30-50公尺，體長可達7.5公分，棲息在礁石區，生活習性不明。